# Rob Schneider
Robert Michael „Rob“ Schneider (* 31. října 1963 San Francisco) je americký filmový herec, komik, scenárista a režisér. Kariéru odstartoval v televizní show Saturday Night Live. Znám je zejména svou hlavní rolí ve filmu Deuce Bigalow: Dobrej striptér a pokračování Deuce Bigalow: Evropský gigolo, (J)elita ze střídačky nebo Soudce Dredd. Dále hrál např. v Žába k zulíbání, Machři, Machři 2.
Jako režisér se uvedl v roce 2008 snímkem Big Stan.